# Miki Sugimoto
Miki Sugimoto (杉本 美樹?, Sugimoto Miki; Kanagawa, 28 gennaio 1953) è un'attrice e modella giapponese.
È nota principalmente per aver interpretato il ruolo della ragazza ribelle in molti Pinky violence, spesso insieme a Reiko Ike.

## Biografia
Dopo aver iniziato una carriera come modella e personaggio televisivo, la Sugimoto debuttò nel cinema nel 1972, interpretando un ruolo in Onsen mimizu geisha, diretto da Norifumi Suzuki. Il successo arrivò con i film Women's Violent Classroom e Girl Boss Guerilla, sempre diretti da Suzuki. Nel 1973 ebbe il ruolo da protagonista in Terrifying Girls' High School: Lynch Law Classroom, diretto da Norifumi Suzuki, quindi nel 1978 abbandonò la carriera cinematografica in seguito al matrimonio e divenne un'insegnante di una scuola materna.

## Filmografia
- Onsen mimizu geisha (温泉みみず芸者) di Norifumi Suzuki (1972)
- Women's Violent Classroom (Kyofu joshikôkô: Boryuku kyoshitsu) di Norifumi Suzuki (1972)
- Tokugawa Sex Ban: Lustful Lord (徳川セックス禁止令 色情大名, Tokugawa sekkusu kinshi-rei: shikijô daimyô) di Norifumi Suzuki (1972)
- Hot Springs Kiss Geisha (温泉スッポン芸者, Onsen suppon geisha) di Norifumi Suzuki (1972)
- Girl Boss Guerilla (女番長ゲリラ, Sukeban gerira) di Norifumi Suzuki (1972)
- Girl Boss Revenge: Sukeban (女番長, Sukeban) di Norifumi Suzuki (1973)
- Aesthetics of a Bullet (鉄砲玉の美学, Teppōdama no bigaku) di Sadao Nakajima (1973)
- Terrifying Girls' High School: Lynch Law Classroom (恐怖女子高校 暴行リンチ教室, Kyōfu joshikōkō: bōkō rinchi kyōshitsu) di Norifumi Suzuki (1973)
- Criminal Woman: Killing Melody (前科おんな 殺し節, Zenka onna: koroshi-bushi) di Atsushi Mihori (1973)
- Zero Woman: Red Handcuffs (０課の女 赤い手錠, Zeroka no onna: Akai wappa) di Yukio Noda (1974)
- Preparation for the Festival (祭りの準備, Matsuri no junbi) di Kazuo Kuroki (1975)
- Bôsô panikku: Daigekitotsu (暴走パニック大激突) di Kinji Fukasaku (1976)
- Kuroki Taro no ai to bôken di Azuma Morisaki (1977)